# Wiesloch
Wiesloch is een plaats in de Duitse deelstaat Baden-Württemberg, gelegen in het Rhein-Neckar-Kreis, in het noordelijk-centrale gebied nabij Heidelberg en de daarbij gelegen stad Walldorf. In de buurt van Wiesloch liggen ook de plaatsen Dielheim (waarmee Wiesloch een Verwaltungsgemeinschaft vormt), Malsch (bei Wiesloch), Mühlhausen, Rauenberg en St. Leon-Rot.

## Geografie
Wiesloch heeft een oppervlakte van 30,26 km² en ligt in het zuidwesten van Duitsland.
Wiesloch is gedeeltelijk op de zuidelijke uitlopers van het Odenwald gelegen en deels in de Rijnvallei en voor een ander deel in het Kraichgau.
Vijf beken vloeien door Wiesloch: de Leimbach, de Gauangelbach, de Waldangelbach, de Ochsenbach en de Maisbach.

### Klimaat
Gemiddeld is de temperatuur in Wiesloch 1,3 °C in januari en 19,8 °C in juli. Dit uiterst milde klimaat biedt, zoals in de hele regio Bergstraße, goede omstandigheden voor de wijnbouw. De neerslag ligt op 777 mm per jaar en is daarmee verhoudingsgewijs normaal, aangezien die in het middelste derde van de in Duitsland gemeten waarden ligt. Bij 58% van de meetstations van de Deutscher Wetterdienst worden lagere waarden geregistreerd. De droogste maand is februari, de meeste neerslag valt in juni. In juni valt 1,6 maal zoveel neerslag als in februari. De neerslag varieert matig. Bij 44% van de meetstations worden lagere seizoensgebonden schommelingen geregistreerd.

## Economie
In Wiesloch is het wereldwijde hoofdkwartier van MLP AG, een grote Duitse makelaar van financiële producten (zoals verzekeringen, beleggingen en financieringen), gevestigd en de grootste drukpersenfabriek ter wereld van Heidelberger Druckmaschinen.
De grootste wijnproducenten van de regio Badische Bergstraße / Kraichgau zijn in en om Wiesloch gevestigd.

### Vervoer
Wiesloch ligt aan de Bundesautobahn 6 (knooppunt Wiesloch/Rauenberg) en dicht bij de A 5 (knooppunt Walldorf/Wiesloch) en heeft daardoor een directe aansluiting aan de Europese snelwegen E 35 en E 60.
Ook ligt de stad aan de Bundesstraßen 3 en 39. De afstand vanaf Heidelberg is ongeveer 15 km, vanaf Mannheim ongeveer 30 km.
Wiesloch is met het spoor verbonden via Station Wiesloch-Walldorf.

## Cultuur

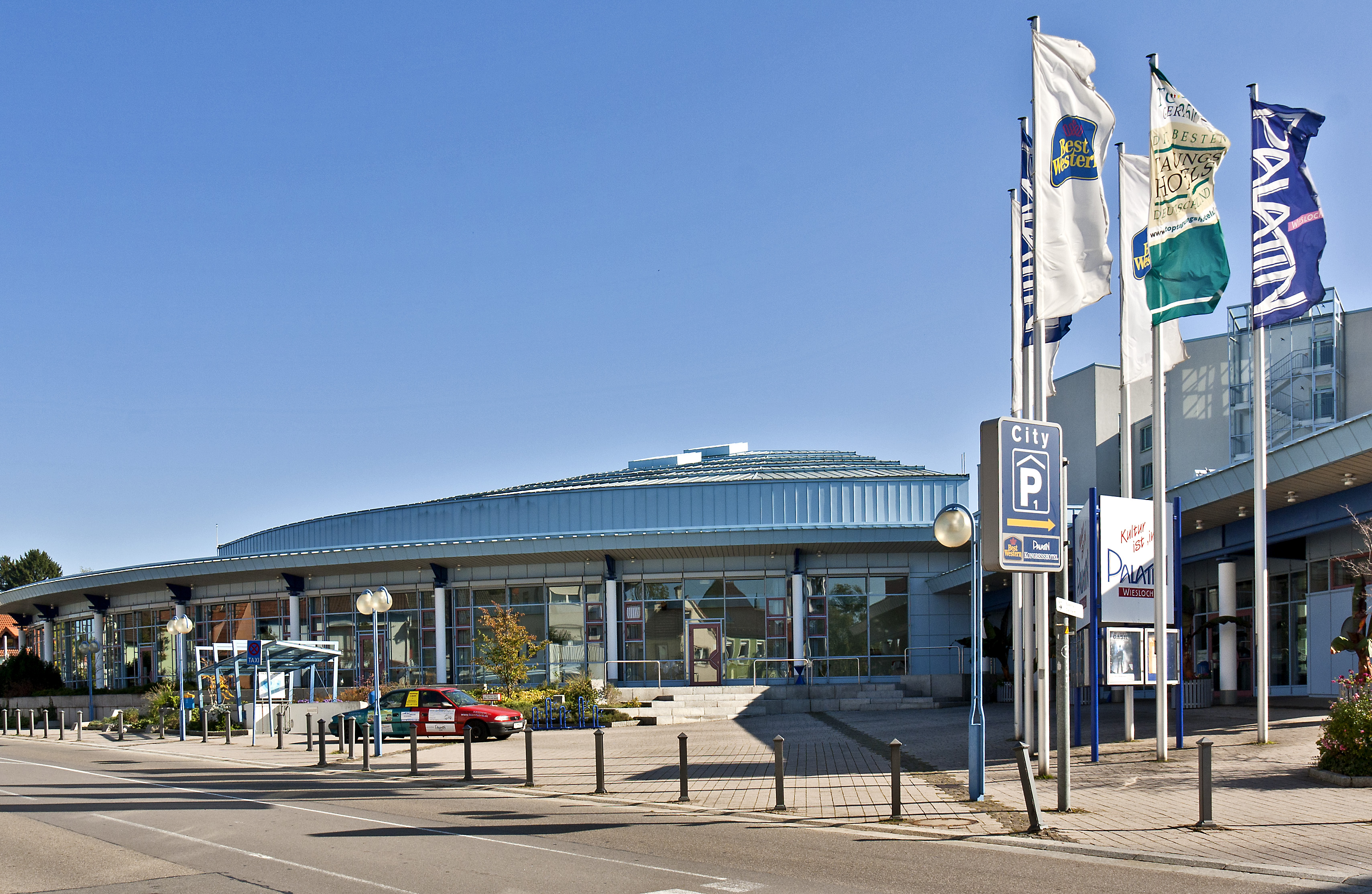
Cultuurcentrum Palatin

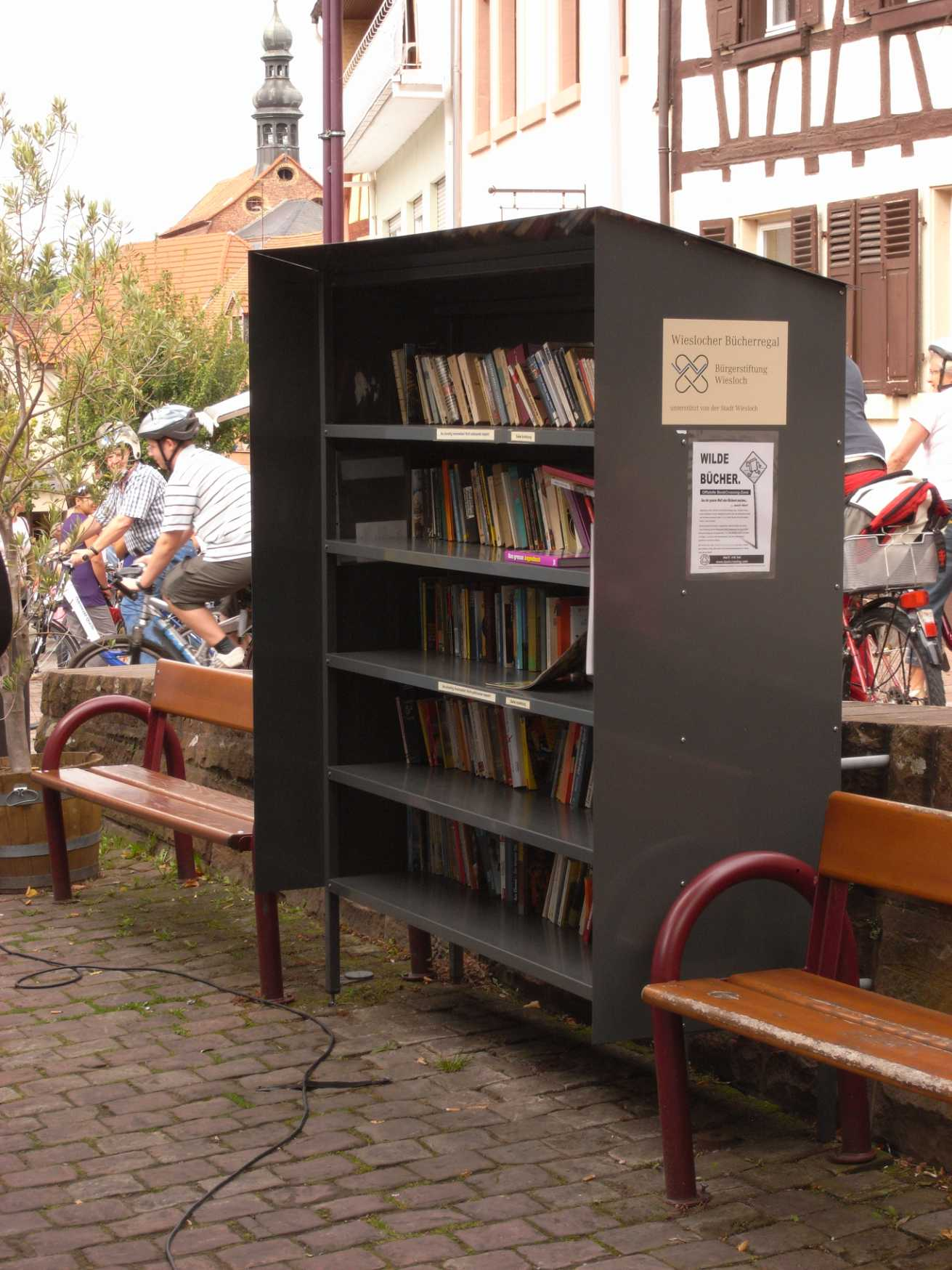
Openbare boekenkast

Het Palatincentrum is het belangrijkste culturele podium van Wiesloch.
Wiesloch heeft sinds 1896 een uit 50 man bestaande stadskapel. Verder is de fanfare van Wiesloch een bekend verschijnsel in de stad.
The Busters is een bekende ska-band uit Wiesloch die sinds de jaren '80 bestaat.
Op de marktplaats tegenover het gemeentehuis staat een openbare boekenkast waar iedereen vrij is om boeken uit te halen en hun oude boeken erin te stoppen.

## Politiek

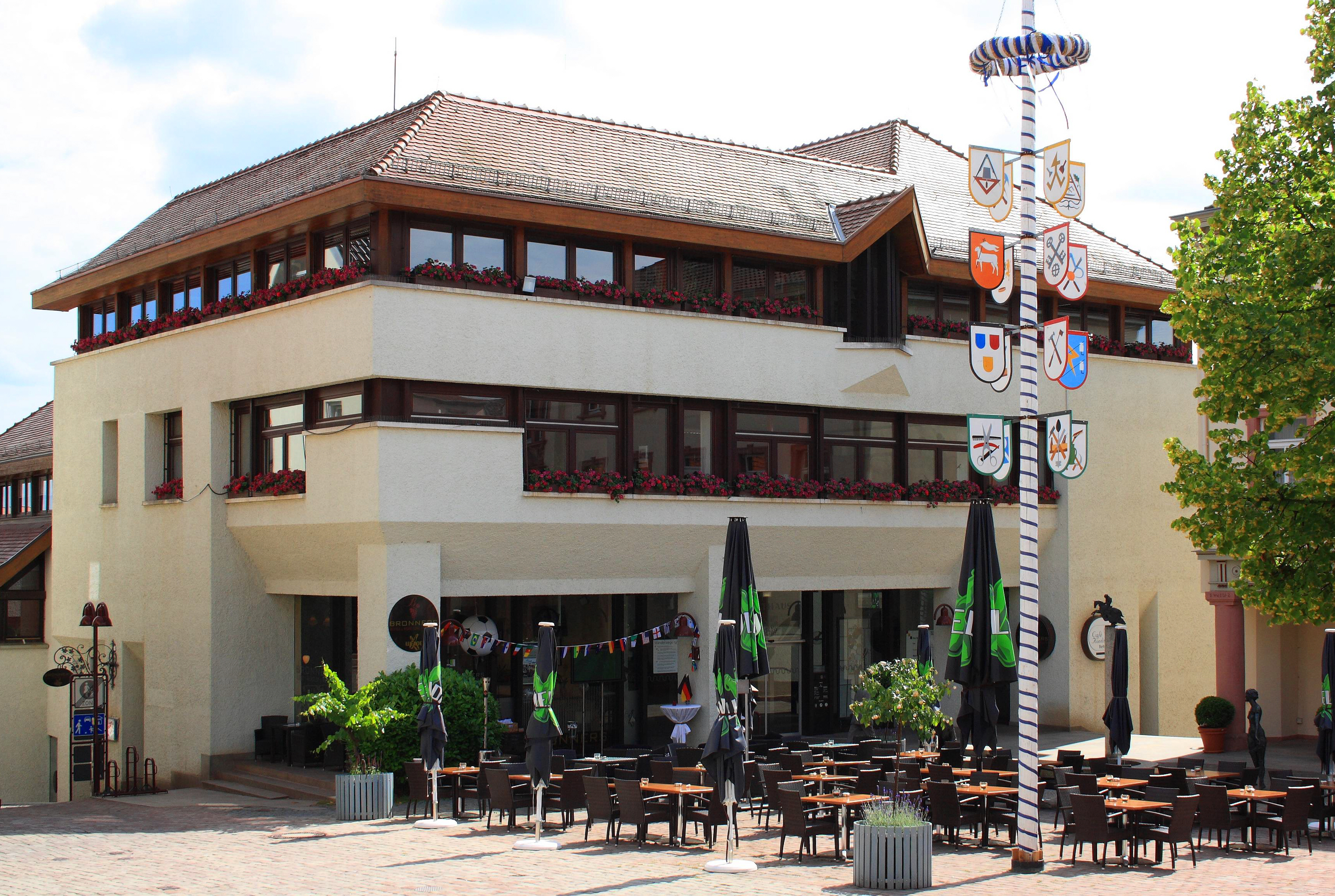
Gemeentehuis

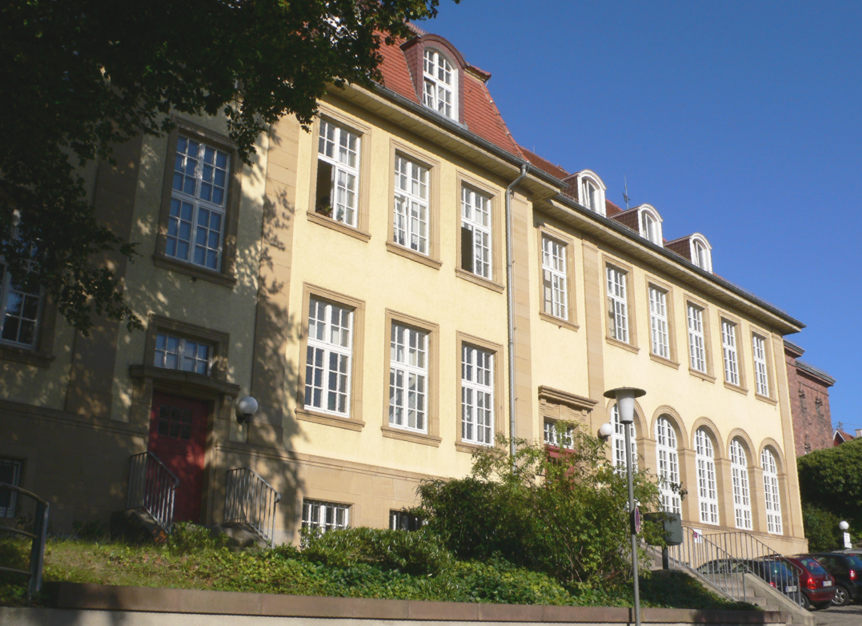
Rechtbank in Wiesloch

De gemeenteraad van Wiesloch bestaat uit 34 leden die de titel Stadtrat voeren.
De gemeenteraadsverkiezingen van 2024 gaven het volgende resultaat:
| Partij | Zetels | Percentage |
| ------ | ------ | ---------- |
| CDU    | 7      | 25,75 %    |
| Grüne  | 5      | 20,66 %    |
| FWV    | 5      | 19,41 %    |
| SPD    | 4      | 16,22 %    |
| WGF    | 2      | 7,55 %     |
| AWL    | 2      | 6,71 %     |
| FDP    | 1      | 3,69 %     |

### Burgemeester
De burgemeester (sinds 1 januari 1973 Oberbürgermeister genoemd) wordt elke acht jaar direct verkozen.
Overzicht van burgemeesters van Wiesloch sinds 1900:
| - 1900–1918: Julius Burckhardt - 1918–1920: Georg Walter - 1920–1925: Wilhelm Götz - 1925–1933: Albert Gröppler, tot 1927 a.i. - 1933–1945: Otto Bender (vanaf 1941 vertegenwoordigd door Hermann Stöckinger) - 1945–1946: Valentin Ullrich - 1946–1954: Anton Dörner - 1954–1968: Philipp Hilswicht | - 1968–1984: Heinz Bettinger - 1984–1992: Wolfgang Fürniß - 1992–2000: Gustav Bylow - 2000–2016: Franz Schaidhammer - sinds 2016: Dirk Elkemann |

## Bevolkingsontwikkeling
| Datum           | Inwoneraantal |
| --------------- | ------------- |
| 1577            | 1.360         |
| 1689            | ca. 900       |
| 1727            | 978           |
| 1777            | 1.373         |
| 1 december 1871 | 3.474         |
| 1 december 1880 | 3.740         |
| 1 december 1890 | 3.796         |
| 1 december 1901 | 4.322         |
| 1 december 1910 | 6.536         |
| 8 oktober 1919  | 6.673         |
| 16 juni 1925    | 7.278         |
| 16 juni 1933    | 7.637         |
| 17 mei 1939     | 7.932         |
| December 1945   | 7.636         |

| Datum             | Inwoneraantal |
| ----------------- | ------------- |
| 13 september 1950 | 10.926        |
| 6 juni 1961       | 13.651        |
| 27 mei 1970       | 16.102        |
| 31 december 1975  | 21.552        |
| 31 december 1980  | 21.746        |
| 27 mei 1987       | 21.862        |
| 31 december 1990  | 22.947        |
| 31 december 1995  | 24.647        |
| 31 december 2000  | 25.383        |
| 31 december 2005  | 26.229        |
| 31 december 2009  | 25.952        |
| 31 december 2010  | 26.034        |
| 31 december 2015  | 26.426        |
| 31 december 2020  | 26.605        |

## Evenementen
Elk jaar vindt eind augustus/begin september het tiendaagse Kurpfälzisches Winzerfest plaats. Het evenement wordt sinds 1935 gehouden. Op de eerste zaterdag van september viert men in de Altstadt het straatfeest Wein und Markt, waarbij een optocht van de fanfare een vast onderdeel van de gebeurtenissen is. De fanfare treedt ook op gedurende het hele festival. Het feest wordt afgesloten met een groot vuurwerk in het stadion van Wiesloch, onder begeleiding van de fanfare.
Andere evenementen:
- Weekmarkt op de Adenauerplatz, vrijdagmorgen en dinsdagmiddag
- Wieslocher Mai, begin mei
- Aktion Ferienspaß, in de zomervakantie
- Stadtfest, begin juli
- Wieslocher Sommer, begin juli
- Wieslocher Herbst, laatste zondag in september
- Kneipentour, tweemaal per jaar, meestal in maart en november[4]
- Kerstmarkt, de eerste twee adventsweken
- Kermissen in de stadsdelen
- Kampioenschappen Mens erger je niet! in het Wieslocher stadsdeel Baiertal (2007 tot 2019)

## Zustersteden
- Amarante, Portugal (sinds 2003)
- Fontenay-aux-Roses, Frankrijk (sinds 1974)[5]
- Sturgis, Michigan, Verenigde Staten (sinds 1966)
- Ząbkowice Śląskie, Polen (sinds 1998)

## Geschiedenis

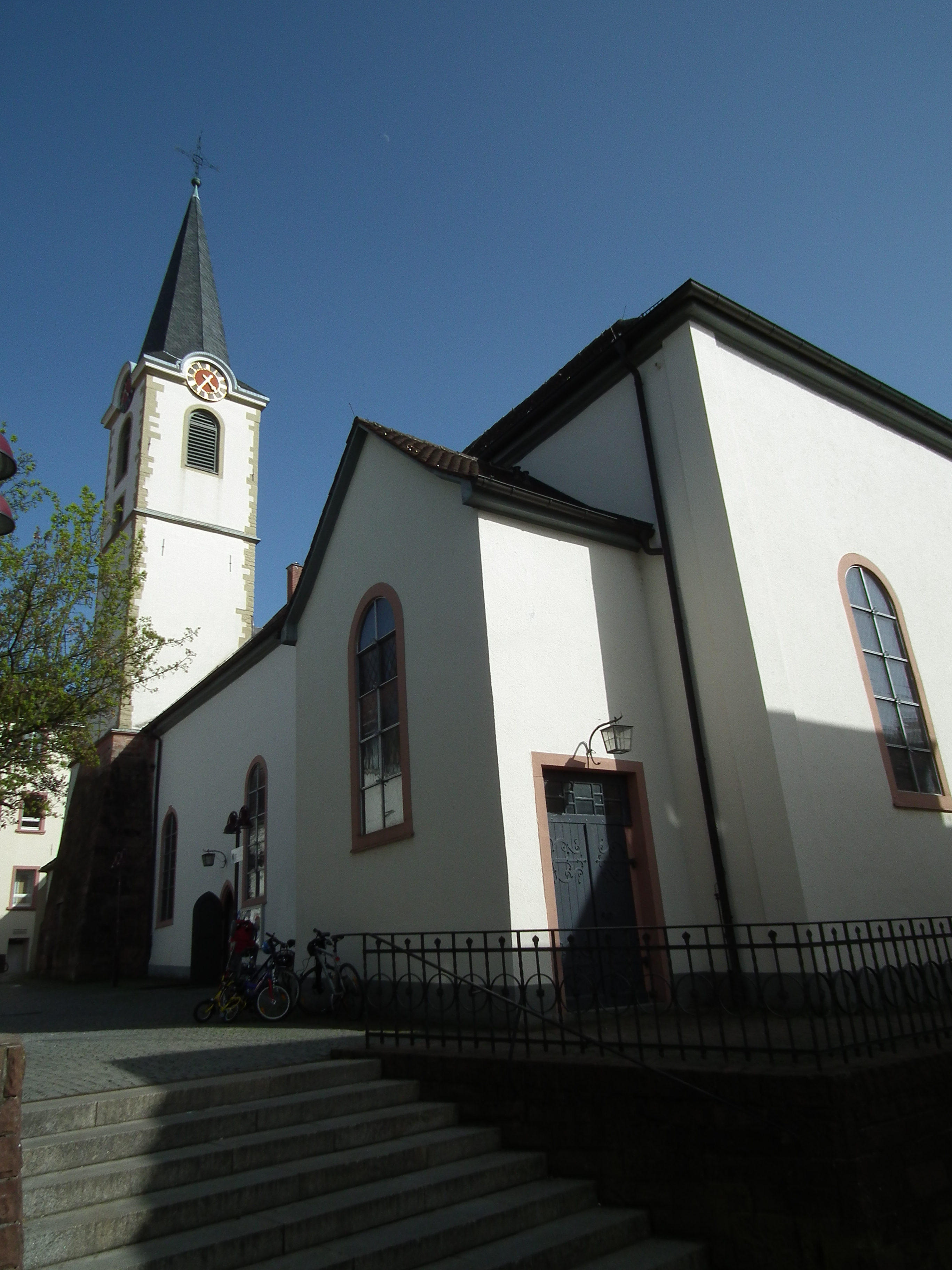
Evangelische stadskerk

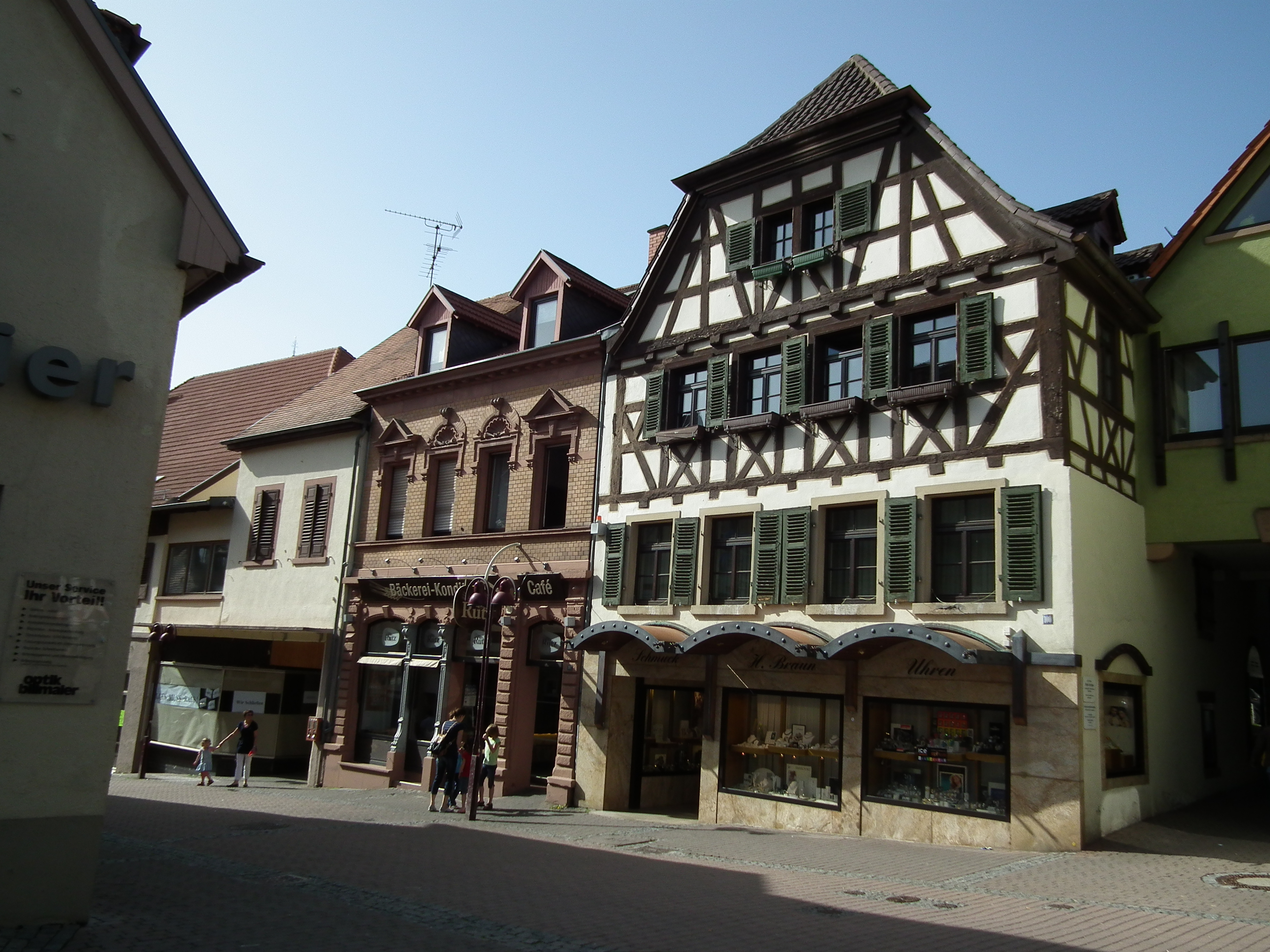
Oude binnenstad van Wiesloch

De oorsprong van Wiesloch gaat terug tot de Keltische tijd (rond 500 v.Chr.).
In het westen van Wiesloch bestond van 120 tot 260 een Romeins dorp met een paar boerderijen. Hier kruisten twee Romeinse heerwegen (Speyer–Bad Wimpfen–Limes en Ladenburg–Bazel).
Sinds de 1e eeuw is er winning van lood, zilver en kalamijn in de buurt van Wiesloch.
Wiesloch werd op 12 september 801 voor het eerst vernoemd (als Wezzinloch) in een schenkingsakte aan het klooster van Lorsch. In 965 kreeg Wiesloch van keizer Otto I de Grote het recht om een openbare markt te houden (herbevestigd door keizer Otto III in 987 en door keizer Hendrik IV in 1067).
In de 13e eeuw viel Wiesloch onder de heerschappij van de paltsgraven aan de Rijn, de latere keurvorsten van de Palts. Wiesloch kreeg in 1288 stadsrechten van paltsgraaf Lodewijk de Strenge.
Wiesloch werd op 28 januari 1689 aangevallen door Franse troepen onder Ezéchiel du Mas tijdens de Negenjarige Oorlog en werd toen vrijwel geheel verbrand en verwoest.
Tot 1803 hoorde Wiesloch bij de Keur-Palts, daarna werd de stad als gevolg van de veranderingen door de Reichsdeputationshauptschluss toegevoegd bij het Groothertogdom Baden en werd Wiesloch een Amtsstadt. In 1806 werd de stad de hoofdplaats van een Bezirksamt. In 1936 werd het Bezirksamt Wiesloch opgeheven en ging de stad tot de Landkreis Heidelberg behoren
In 1905 werd de Heil- und Pflegeanstalt opgericht, het huidige Psychiatrisches Zentrum Nordbaden. Tijdens de Kristallnacht in 1938 werd de joodse synagoge verwoest. In de Tweede Wereldoorlog werden 1.200 mensen uit Wiesloch door Aktion T4 vermoord. Een gedenkkruis dat in 1980 geplaatst werd bij het ziekenhuis herinnert hier aan.
Na de oorlog (tussen 1946 en 1949) werden 2.000 vluchtelingen opgevangen in Wiesloch. De mijnbouw werd in 1954 stilgelegd omdat die niet meer rendabel was.
Tijdens de herindeling van het gebied in de jaren '70 had Wiesloch een inwonertal van meer dan 20.000. Wiesloch werd een "Große Kreisstadt" op 1 januari 1973, toen de Landkreis Heidelberg werd opgeheven en Wiesloch bij de nieuw opgerichte Rhein-Neckar-Kreis werd gevoegd, waardoor Altwiesloch, Baiertal, Frauenweiler en Schatthausen samen met de kernstad Wiesloch de huidige gemeente Wiesloch gingen vormen.
In 1983 werd de binnenstad van Wiesloch een autovrije voetgangerszone.

### Fossielen
De fossiele overblijfselen van de oudste kolibrie die tot op heden bekend is, Eurotrochilus inexpectatus, werden in een kleiput bij Frauenweiler gevonden. Deze vogel leefde tijdens het vroege Oligoceen (30 ma) toen het gebied een humide subtropisch klimaat had, vergelijkbaar met de hedendaagse noordelijke Caraïben.

### Veldslagen

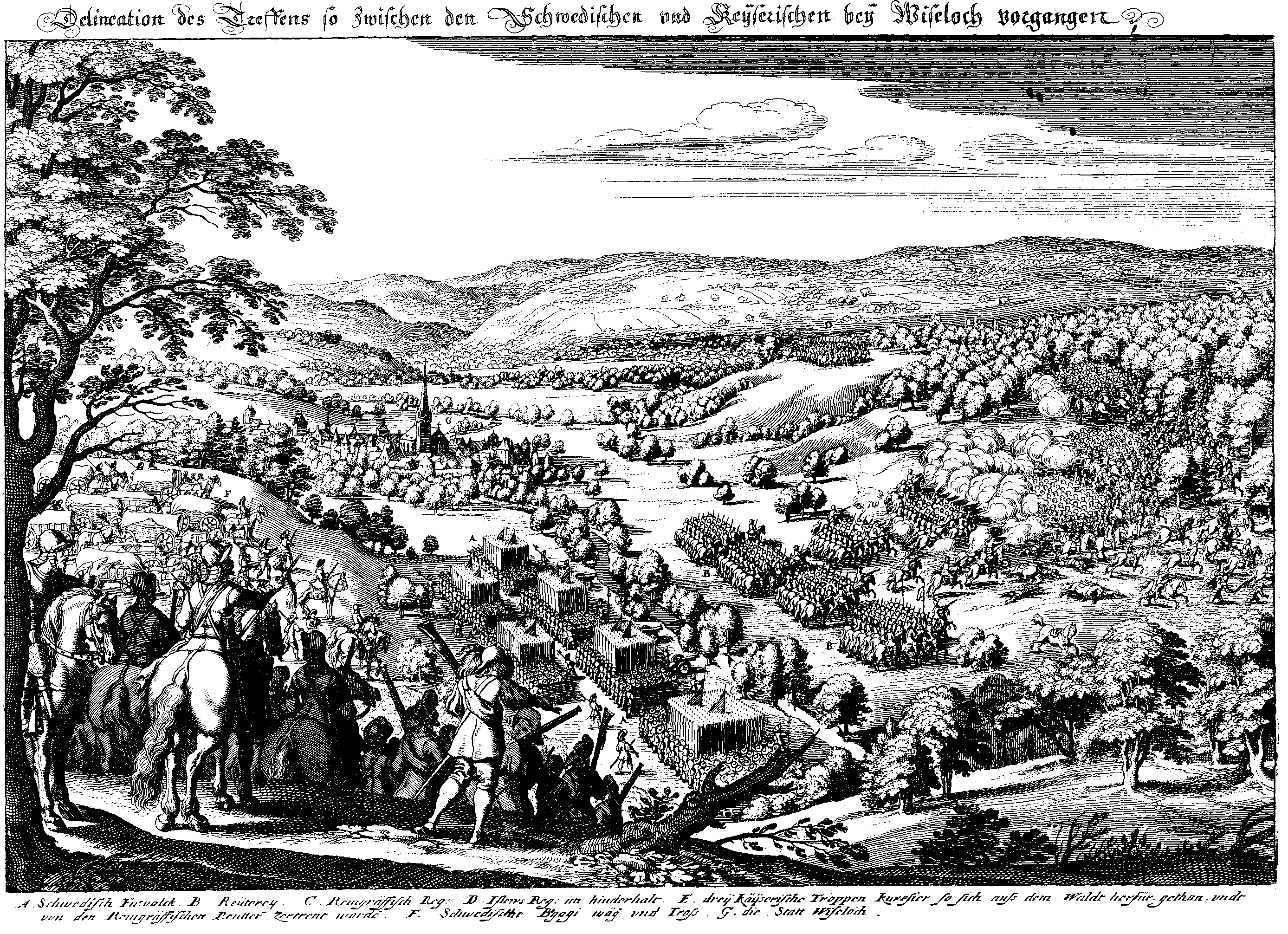
De Slag bij Wiesloch in 1632, naar een
gravure van Matthäus Merian, met zicht op het oosten. In het midden zijn de evangelische stadskerk van Wiesloch, de stadsmuur en de Leimbach te zien.

De Slag bij Mingolsheim vond plaats op 27 april 1622 tijdens de Paltsische fase van de Dertigjarige Oorlog bij de plaats Mingolsheim in de nabijheid van Wiesloch. Een protestants leger geleid door graaf Ernst van Mansfeld vocht tegen een katholiek leger onder graaf Johan t'Serclaes van Tilly en de keurvorst van Baden. De slag eindigde in een protestantse overwinning.
De Slag bij Wiesloch in 1632 vond plaats bij Wiesloch op 16 augustus 1632 tijdens de Zweedse fase van de Dertigjarige Oorlog. Een Zweeds leger onder graaf Gustaf Horn won toen de slag tegen het leger van het Heilig Roomse Rijk dat werd geleid door graaf Ernesto Montecuccoli.
De Slag bij Wiesloch in 1799 vond plaats op 3 december 1799 tijdens de Tweede Coalitieoorlog. Luitenant-Veldmaarschalk graaf Anton Sztáray de Nagy-Mihaly voerde bevel over de uiterst rechtse vleugel die het Oostenrijkse leger beschermde onder leiding van aartshertog Karel van Oostenrijk-Teschen. Na de overwinning bij Wiesloch verdreven de troepen van Sztáray de Fransen van de rechteroever van de Rijn en ontzetten ze het fort bij Philippsburg.

### Eerste tankstation

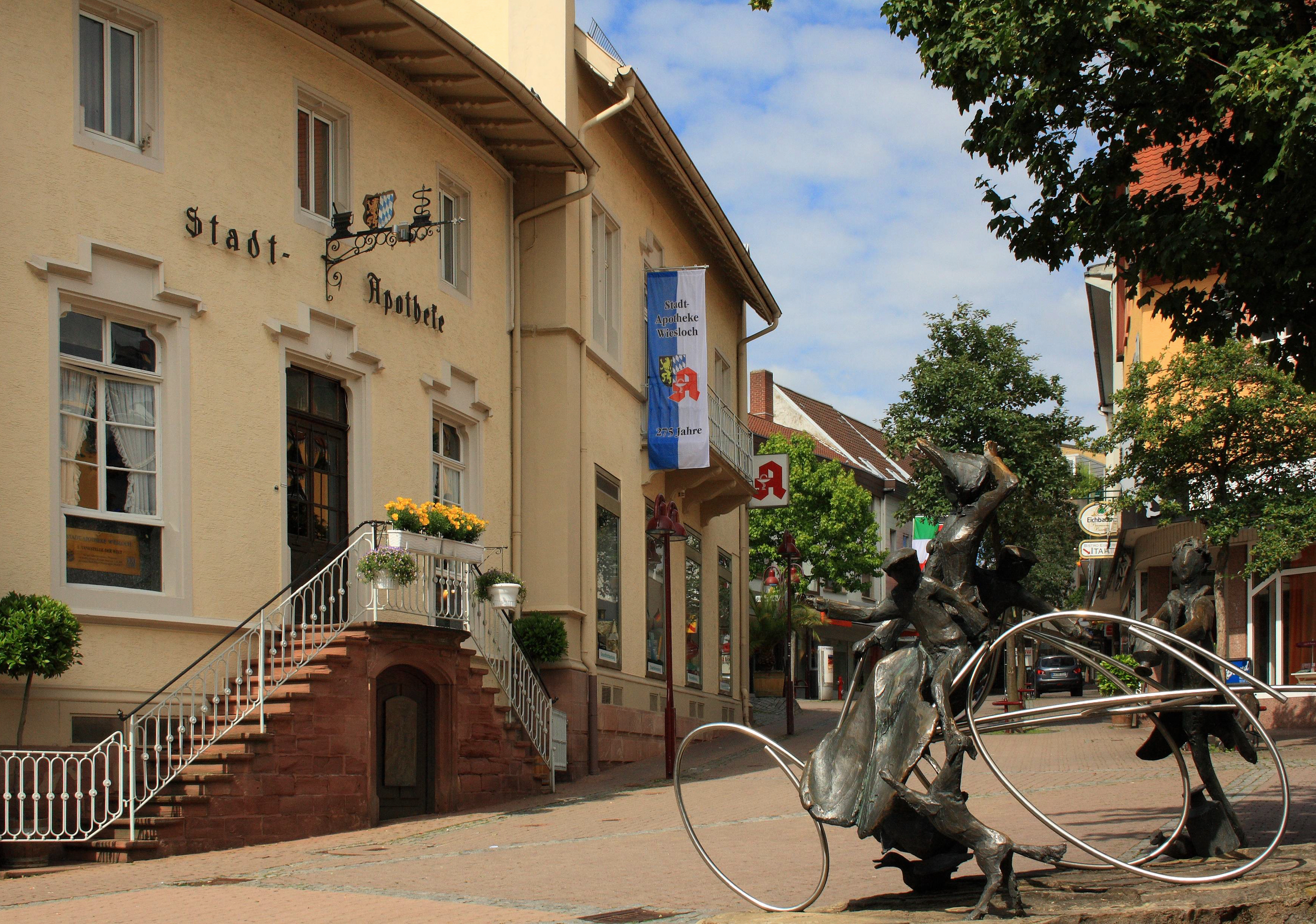
De stadsapotheek in Wiesloch, het eerste "tankstation" ter wereld

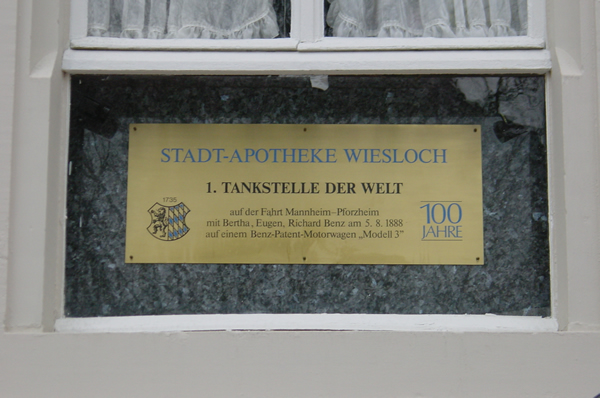
Herdenkingsplaquette aan de voorgevel van de stadsapotheek

Het eerste tankstation ter wereld avant la lettre bevond zich in Wiesloch. Bertha Benz de echtgenote van Carl Benz, de uitvinder van de auto, kwam op 5 augustus 1888 zonder brandstof te zitten tijdens een tochtje met een van Benz' prototypes, de Benz Patent-Motorwagen Nr.3.
Ze wilde haar moeder een bezoekje brengen en moest daarvoor van Mannheim naar Pforzheim rijden (een afstand van een honderdtal kilometers). In die tijd waren er nog geen tankstations, maar wel apothekers die ligroïne (wasbenzine, product om vlekken te verwijderen) verkochten, die als brandstof gebruikt kon worden.
Bertha bezocht de stadsapotheek van Wiesloch en kocht de hele ligroïnevoorraad op, na lang aandringen echter pas, want de apotheker Willi Ockel was helemaal niet enthousiast over dat "duivelse voertuig" voor zijn deur. Dit uitstapje ging tevens de geschiedenis in als de eerste langeafstandsrit met een automobiel. De apotheek wordt jaarlijks bezocht om het "eerste tankstation ter wereld" te bezichtigen.
Er is een toeristische Bertha Benz Memorial Route die de historische route van Bertha Benz volgt, die ook Wiesloch aandoet. In Wiesloch is er een school, de Bertha-Benz-Realschule, die naar haar is vernoemd.

## Trivia
Het bezoek van Bertha Benz aan Wiesloch werd verbeeld in de film Carl & Bertha (2011).

## Fotogalerij

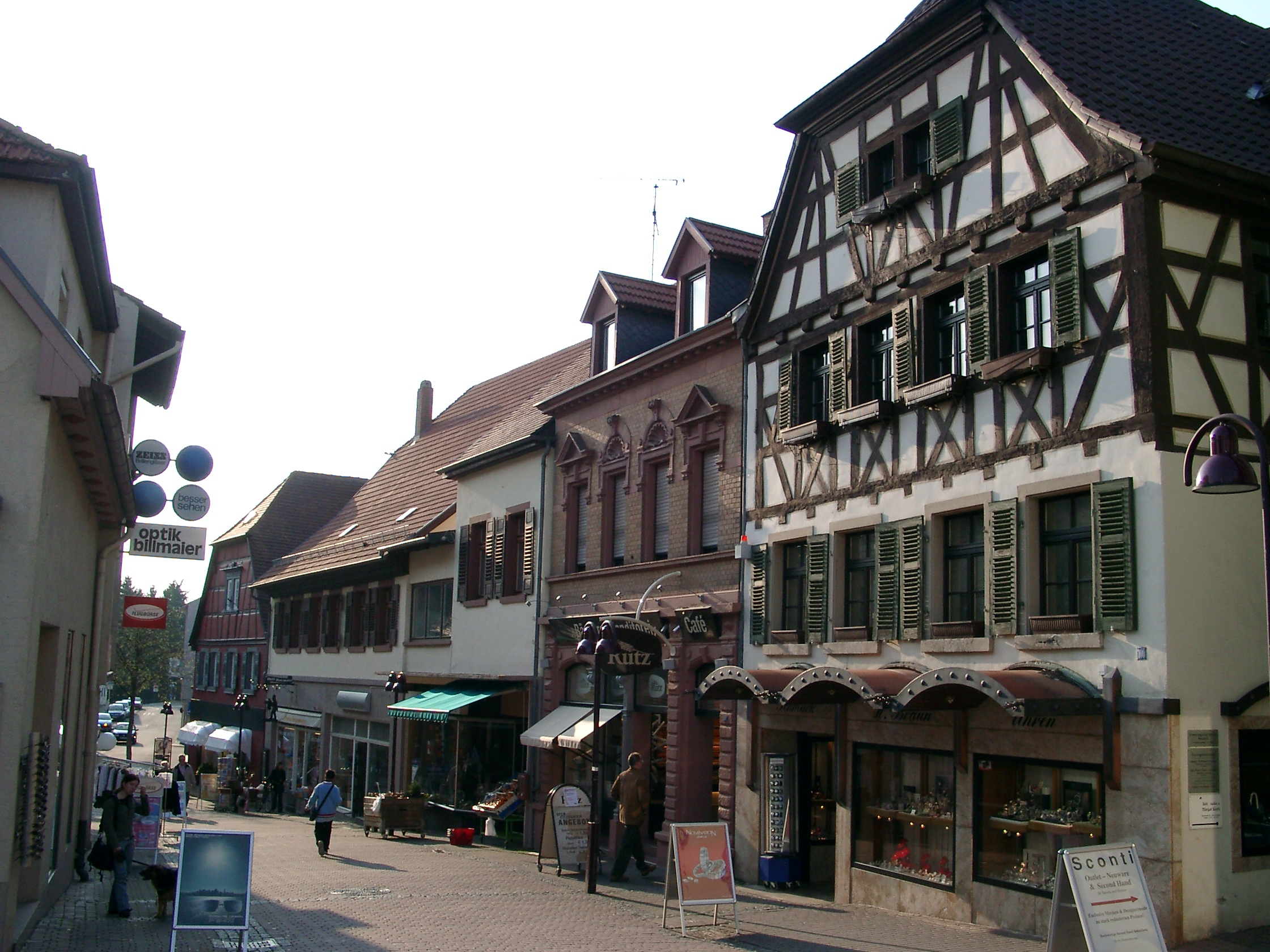
Gebouwen in de Altstadt
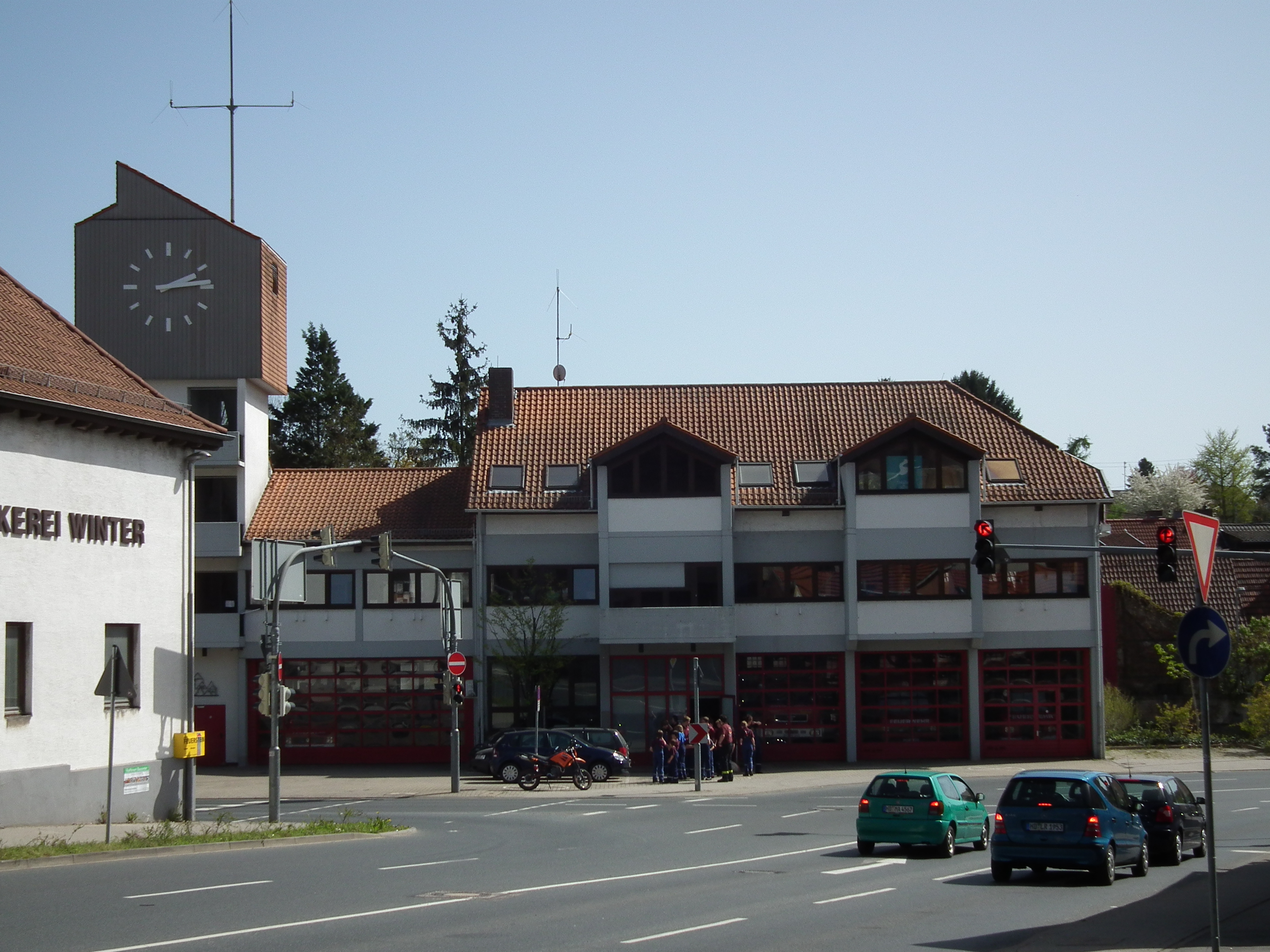
Brandweerkazerne
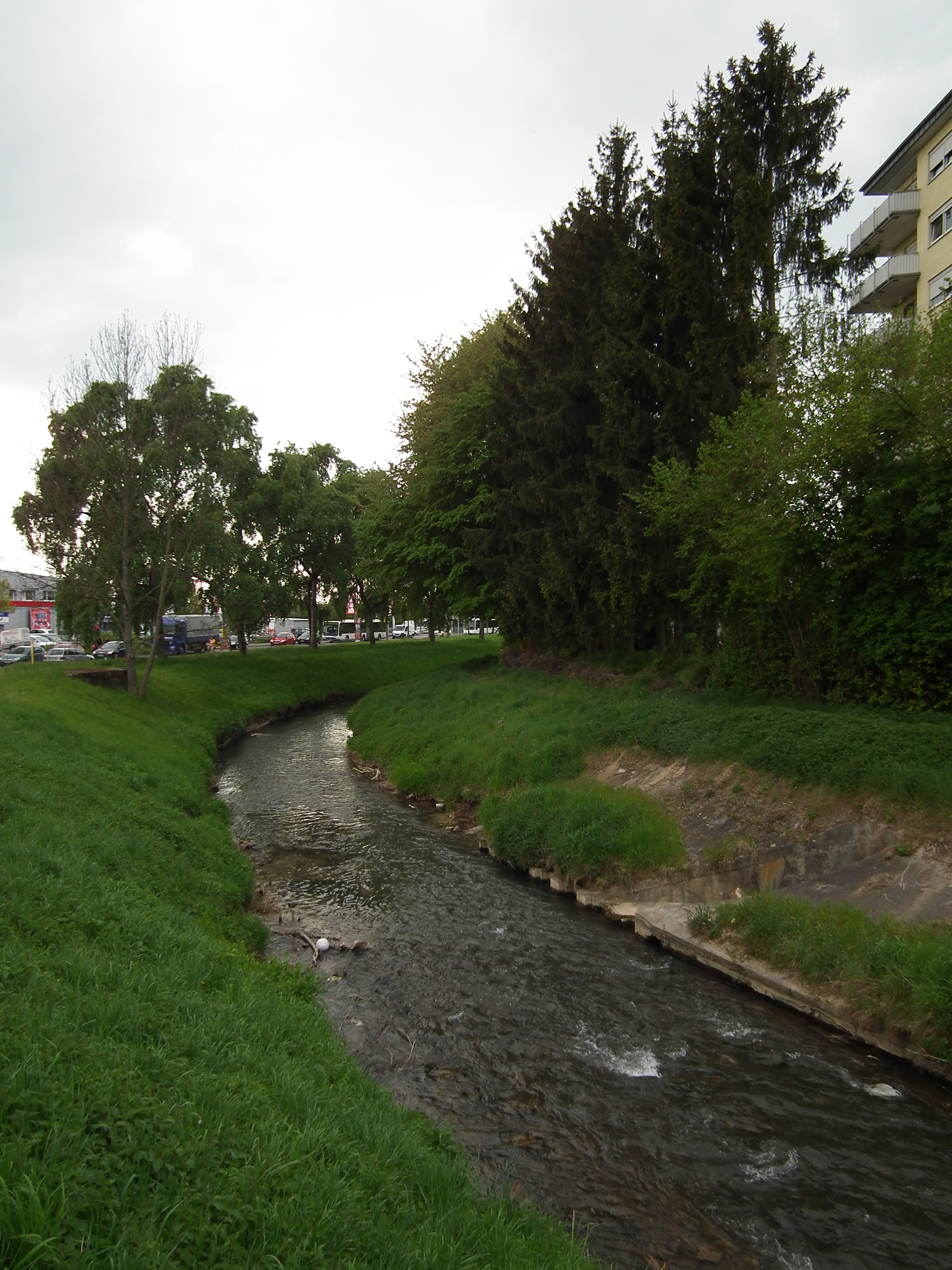
Leimbach
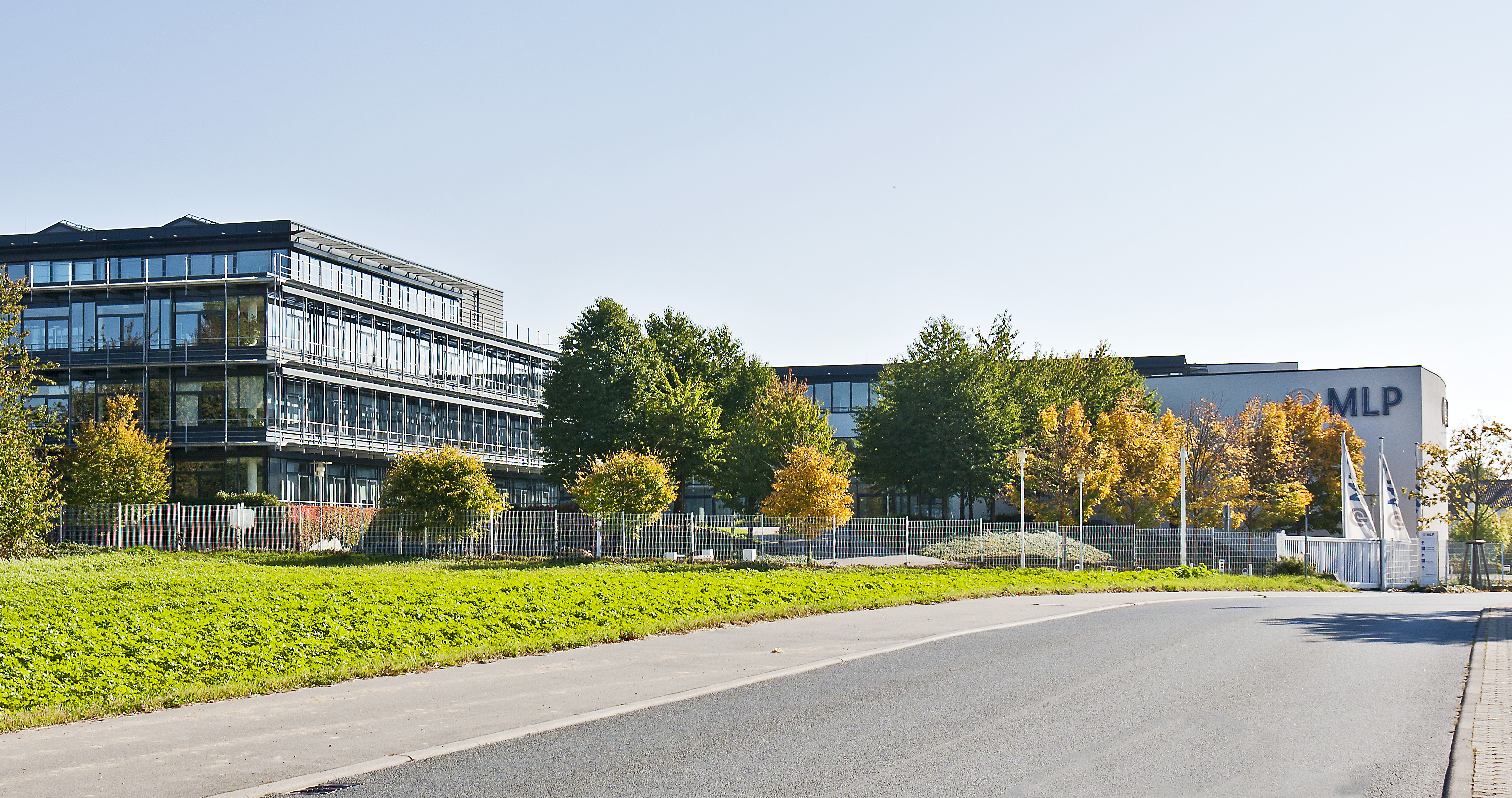
Hoofdkantoor van MLP AG
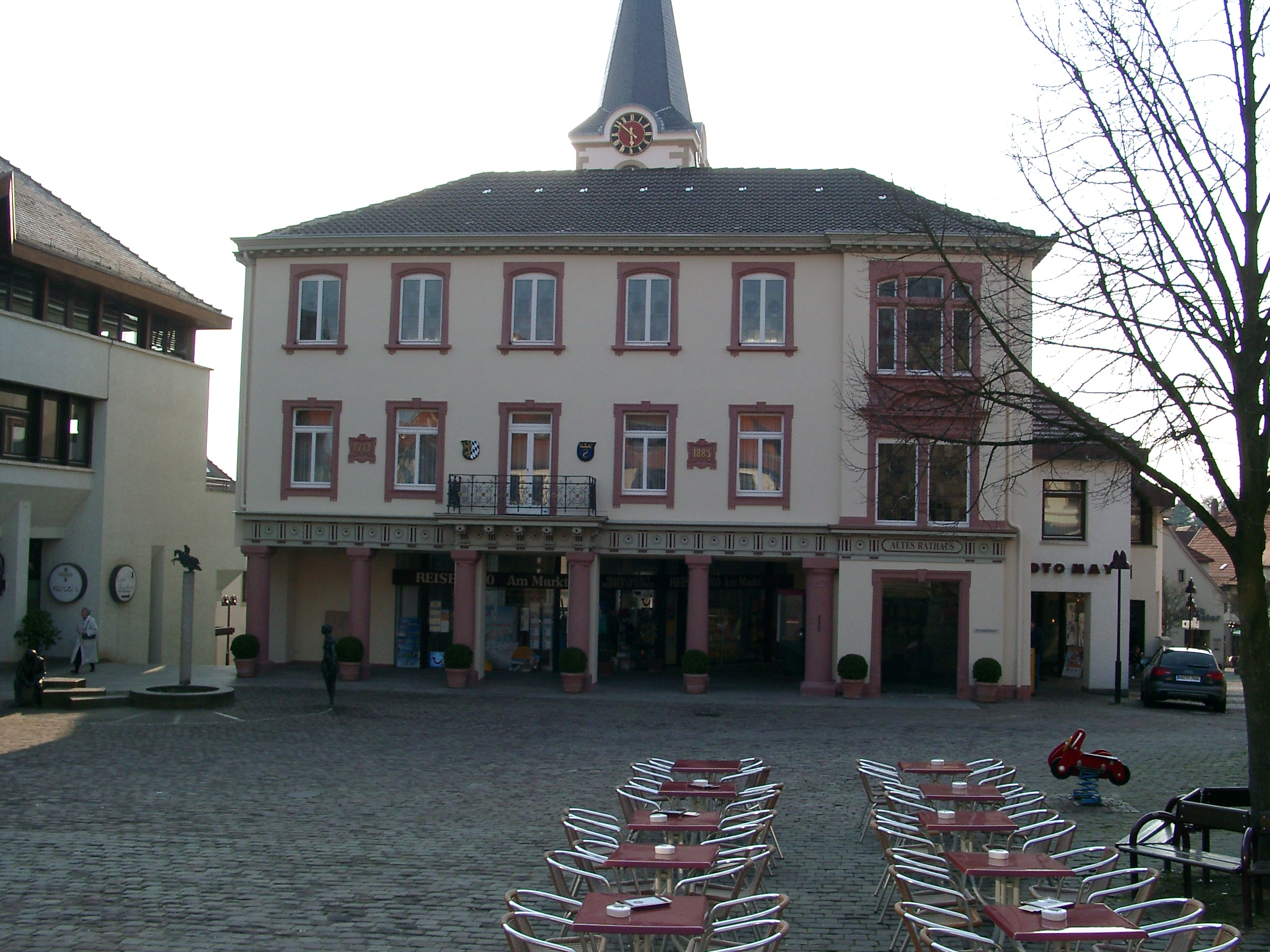
Oude raadhuis
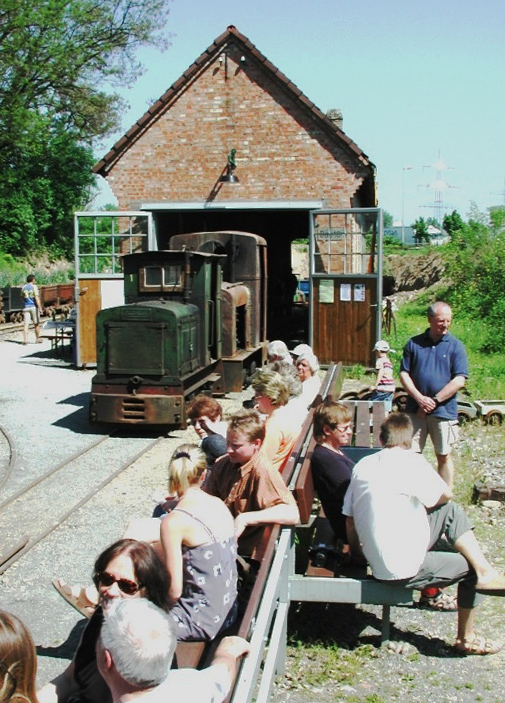
Feldbahn- & Industriemuseum
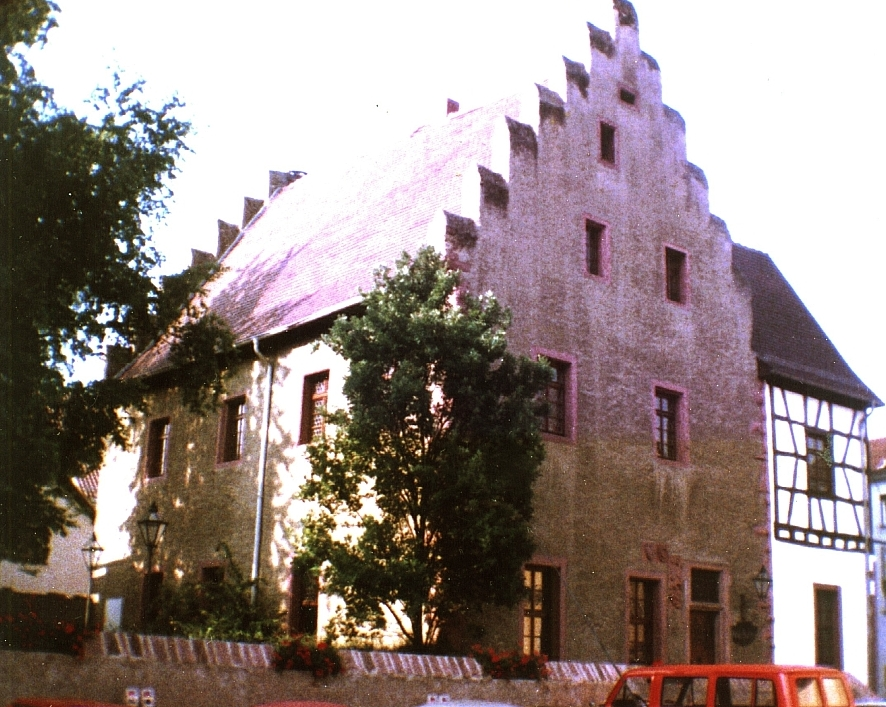
Hotel Freihof
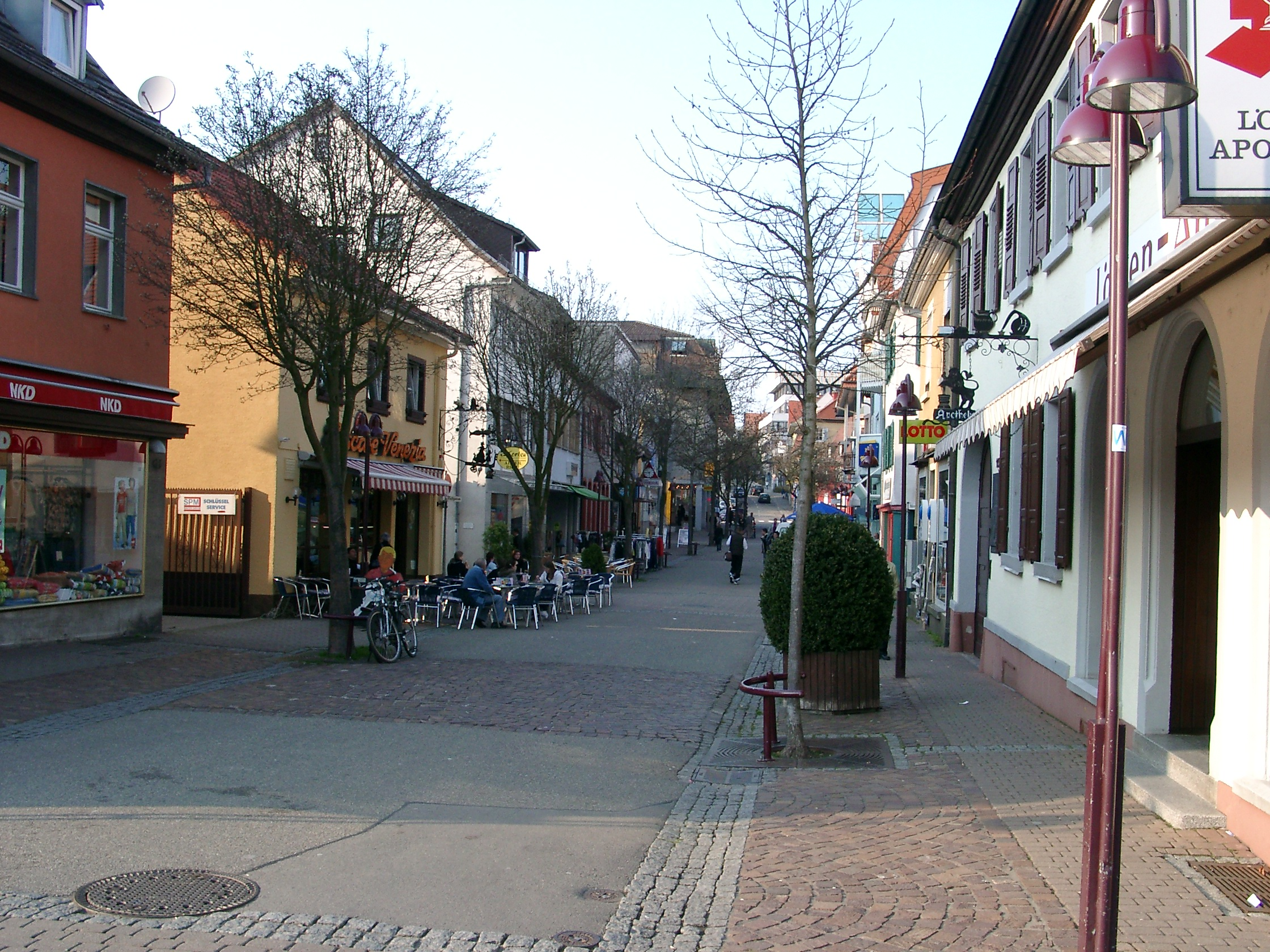
Voetgangerszone